# SV Gleinstätten
Der SV Union Tondach Gleinstätten, kurz SV Gleinstätten ist ein österreichischer Fußballverein aus der südsteirischen Marktgemeinde Gleinstätten im Bezirk Leibnitz. 1947 gegründet, spielt er in der steirischen Oberliga Mitte, der fünfthöchsten Spielklasse in Österreich. Die Vereinsfarben sind Rot-Weiß, wobei sich auch die Farbe Schwarz in Vereinslogo und Dressen findet.

## Geschichte
Die offizielle Gründung des Vereines fand 1947 statt, jahrelang spielte man jedoch nur in den untersten Spielklassen. Erst im Jahr 2000 gelang der Aufstieg in die Oberliga, wo sich der Verein schnell etablierte und vorne mitspielte. Unter Trainer Vlado Grujic konnte man in der Saison 2002/03 in die Landesliga aufsteigen, auch hier fand Gleinstätten sich meist auf den vorderen Tabellenrängen. Im ÖFB-Cup 2005/06 spielte der SV Gleinstätten in der 1. Runde gegen die SV Ried, die Niederlage fiel mit 0:2 überraschend niedrig aus. Der größte Erfolg der Vereinsgeschichte konnte mit dem Aufstieg in die Regionalliga Mitte, die höchste Amateurliga Österreichs, in der Saison 2009/10 unter Trainer Stefan Dörner verbucht werden. Nach einem mäßigen Herbst konnte durch ein nahezu perfektes Frühjahr, in dem 38 von 45 möglichen Punkten geholt wurden, der Meistertitel fixiert werden. Im ÖFB-Cup 2010/11 schied der Verein in der 2. Runde gegen den FC Lustenau aus. Mit Ende der Herbstsaison 2010 übernahm Anton Ehmann das Traineramt, nachdem Stefan Dörner wenige Wochen zuvor überraschend zurückgetreten war. Die Saison 2010/11 in der Regionalliga Mitte konnte mit dem guten achten Platz und 41 Punkten abgeschlossen werden. In Folge wurde Trainer Anton Ehmann nach vereinsinternen Streitigkeiten entlassen, Christian Gerlitz, vormals beschäftigt beim steirischen Landesligisten SV Pachern, übernahm im Juni 2011 das Traineramt. Nach einem schwachen Frühjahr 2012 ersetzte man Gerlitz Mitte April durch Udo Kleindienst, doch auch dieser konnte dem abstiegsgefährdeten Verein nicht helfen. 5 Punkte in 15 Runden bedeuteten den Abstieg in die steirische Landesliga nach zwei Regionalligajahren. Die Saison 2013/14 in der steirischen Landesliga konnte auf dem 4. Tabellenplatz abgeschlossen werden. Mit dem Abgang von Trainer Udo Kleindienst im Juni 2014 setzte ein Transferkarusell ein, im Zuge dessen leistungsstarke Spieler den Verein verließen und nicht gleichwertig ersetzt werden konnten. Hannes Reinmayr wurde als neuem Trainer die Aufgabe übertragen, mit einem kleinen, inhomogenen Kader den Klassenerhalt in der Landesliga zu schaffen. Weder Reinmayr noch Ewald Ratschnig, der Ende April 2015 als Trainer nachfolgte, gelang dies. In der Landesliga-Saison 2014/15 konnte der SV Gleinstätten in 21 Spielen unter Reinmayr 25 Punkte und in den restlichen 9 Spielen unter Ratschnig 6 Punkte erzielen, was mit insgesamt 31 Punkten nur für den 15. und vorletzten Tabellenplatz reichte, womit der Abstieg in die Oberliga nach zwei Jahren Landesligazugehörigkeit besiegelt war.

## Stadion
Die Heimspiele werden im Tondachstadion ausgetragen, gelegen am nördlichen Ortsende von Gleinstätten. Das Stadion fasst etwa 2000 Zuschauer, rund 600 davon finden auf der überdachten Sitzplatztribüne, die 1997 errichtet wurde, Platz.
Der Zuschauerrekord stammt aus einem Spiel des damals Tabellenzweiten Gleinstätten gegen den Tabellenersten Grazer AK am vorletzten Spieltag der Saison 2016/17, als 1.855 Zuschauer im Stadion waren. Das Spiel endete 0:0 unentschieden.

## Trainer
- Hannes Reinmayr (2014–2015)